# Prueba a medias
Prueba a medias (latín probātiō sēmiplēna) era un concepto del derecho romano medieval, que describía un nivel de prueba entre la mera sospecha y la prueba completa ( probātiō plēna) necesaria para condenar a alguien por un crimen. El concepto fue introducido por los Glosadores de la década de 1190 como Acio de Bolonia, que da ejemplos tales como un solo testigo o documentos privados.
En los casos en que hubiera pruebas a medias contra un acusado, se le podría permitir prestar juramento sobre su inocencia, o podría ser enviado a tortura para extraer más pruebas que pudieran completar la carga de la prueba.: 26–27, 59 
Sir Matthew Hale, el principal jurista inglés de finales del siglo XVII, escribió:

La prueba legal que tomada individualmente o separada no es más que una prueba imperfecta, semiplena probatio, sin embargo, en conjunción con otras, crece hasta convertirse en una prueba completa, como Silurus sus ramitas, que se rompían fácilmente, pero en conjunción o unión no debían romperse.

Sin embargo, el concepto nunca llegó a establecerse firmemente en la ley inglesa.
Voltaire afirmaba que el Parlamento de Toulouse se ocupaba no sólo de medias pruebas, sino también de cuartos de prueba y octavos, , pero no hay pruebas directas de ello.
En épocas posteriores, la prueba a medias se mencionó en el derecho escocés del siglo XIX y en el Código de Derecho Canónico.: 369 